# Brad Dexter
Brad Dexter (* 9. April 1917 in Goldfield, Nevada; † 12. Dezember 2002 in Rancho Mirage, Kalifornien; eigentlich Boris Milanovich; auch Barry Mitchell) war ein US-amerikanischer Schauspieler und Filmproduzent.

## Leben
Seine Eltern waren serbische Einwanderer. Als Amateurboxer war er hinsichtlich seiner Rollen auf harte Burschen und schwere Jungs festgelegt. Anfangs trat er im Radio und Theater als Barry Mitchell auf und wurde von John Huston entdeckt. In dessen Film Asphalt-Dschungel debütierte er 1950 unter dem Künstlernamen Brad Dexter. Während der 1950er Jahre spielte er in vielen Gangsterfilmen und Western den Revolverhelden.
Höhepunkt seiner Karriere war 1960 die Rolle eines der Titelhelden in dem John Sturges Western Die glorreichen Sieben neben Yul Brynner, Steve McQueen, Horst Buchholz, Charles Bronson, Robert Vaughn und James Coburn. Mit Brynner stand er danach noch in drei weiteren größeren Produktionen in größeren Rollen vor der Kamera. In den 1970er Jahren wandte er sich vermehrt der Produktion von Filmen zu.
1964 rettete er seinen engen Freund Frank Sinatra während der Dreharbeiten zu None But the Brave auf Hawaii vor dem Ertrinken.
Seinen lebenslangen Freund Karl Malden lernte er während des Zweiten Weltkriegs bei der Air Force kennen. Sie traten gemeinsam in Winged Victory auf.

## Filmografie (Auswahl)
- 1944: Winged Victory
- 1946: Heldorado
- 1947: Sindbad der Seefahrer (Sinbad the Sailor)
- 1950: Asphalt-Dschungel (The Asphalt Jungle)
- 1952: Macao
- 1952: Die Spielhölle von Las Vegas (The Las Vegas Story)
- 1953: Taxi 539 antwortet nicht (99 River Street)
- 1955: Tokio-Story (House of Bamboo)
- 1955: Sensation am Sonnabend (Violent Saturday)
- 1955: Die Unbezähmbaren (Untamed)
- 1956: Feuertaufe (Between Heaven and Hell)
- 1956: Gefangene des Stroms (The Bottom of the Bottle)
- 1957: Dakota (The Oklahoman)
- 1958: U 23 – Tödliche Tiefen (Run Silent, Run Deep)
- 1959: Der letzte Zug von Gun Hill (Last Train from Gun Hill)
- 1959: Razzia auf Callgirls (Vice Raid)
- 1960: 13 Fighting Men
- 1960: Die glorreichen Sieben (The Magnificent Seven)
- 1961: Die X-15 startklar (X-15)
- 1961: Der Tanzende Gangster (The George Raft Story)
- 1961: Twenty Plus Two
- 1962: Taras Bulba
- 1962: Könige der Sonne (Kings of the Sun)
- 1963: Die Rache des Johnny Cool (Johnny Cool)
- 1964: Treffpunkt für zwei Pistolen (Invitation to a Gunfighter)
- 1965: New York Expreß (Blindfold)
- 1965: Colonel von Ryans Express (Von Ryan’s Express)
- 1965: Widersteh, wenn du kannst (Bus Riley’s Back in Town)
- 1965: Der Lohn der Mutigen (None But The Brave)
- 1973: Jory
- 1975: Shampoo
- 1976: Das Gesetz sind wir (Vigilante Force)
- 1977: Ich bin der Boß (The Private Files of J. Edgar Hoover)
- 1978: Hausbesuche (House Calls)
- 1979: Philadelphia Clan (Winter Kills)